# Schrofen

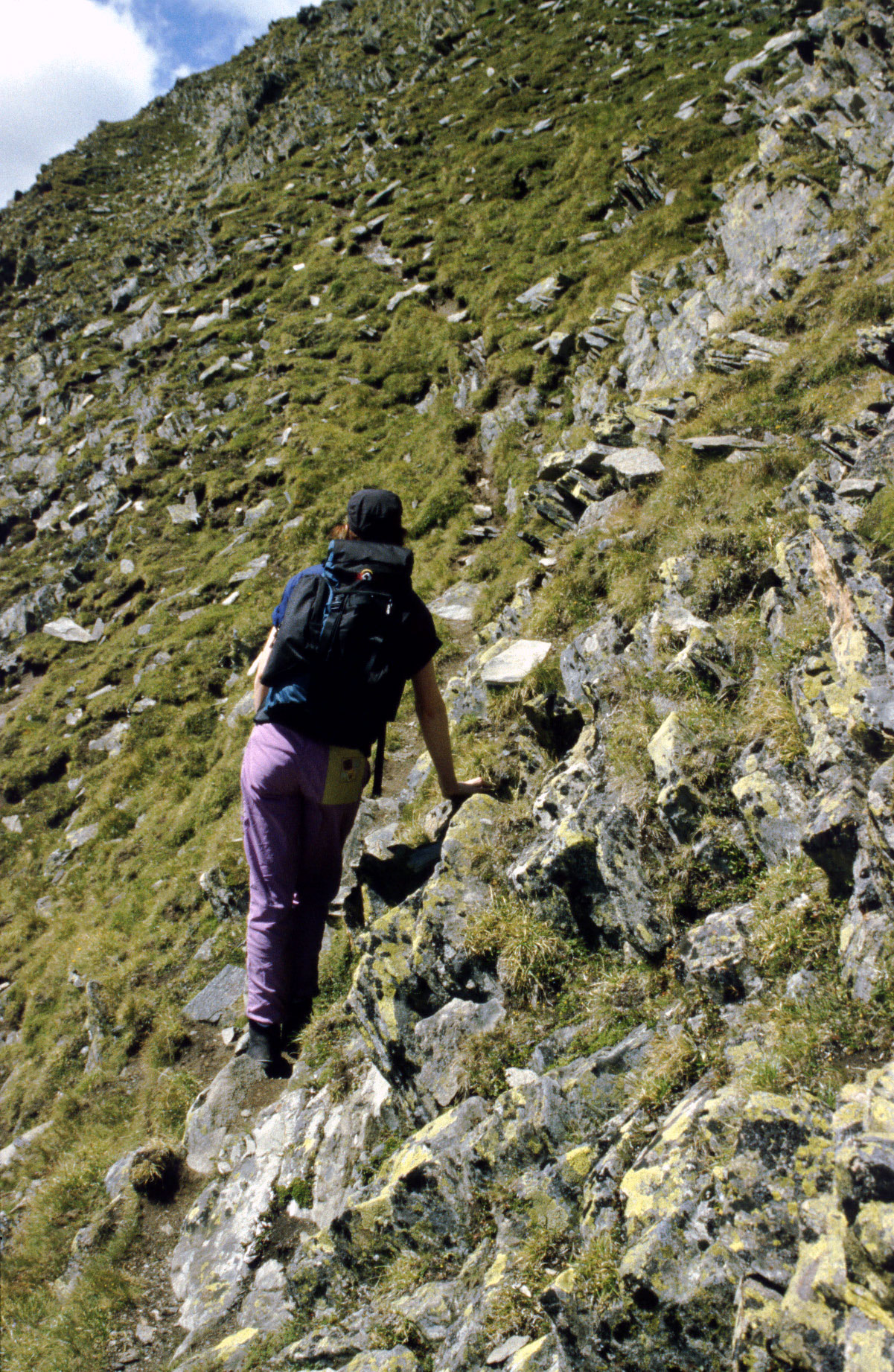
Schrofengelände

Der Schrofen (verwandt mit schroff) ist ein Begriff aus der Bergsteigersprache, der steiles, felsiges, mit Gras und häufig auch mit Geröll durchsetztes Gelände bezeichnet. Es wird fast nur der Plural verwendet. Im Schrofengelände ist nur mühsames Vorwärtskommen möglich, da Stufen und Absätze zwar teilweise vorhanden sind, es jedoch in der Regel an einer durchgehenden Route fehlt. Schrofen finden sich vor allem dort, wo das Gestein gegen seine Fallrichtung aufgebrochen wurde.

## Bergsport
Wenn alpine Wanderwege durch Schrofengelände führen, besteht die Weganlage oft nur noch aus Farbmarkierungen, die mehr oder weniger detailliert den günstigsten Verlauf anzeigen. Die Begehung erfordert Trittsicherheit und alpine Erfahrung; je nach Steilheit des Geländes nimmt man die Hände zu Hilfe, es können auch Kletterstellen im I. Grad vorkommen. In der SAC-Wanderskala fällt Schrofengelände meist in die mittelschweren Kategorien T3 oder T4, steiles Schrofengelände wird mit T5 und heikles mit T6 bewertet. Auf ausgewiesenen Wanderwegen sind schrofige Stellen oft durch Tritte, Griffe oder Seile entschärft. Bei Nässe wird Schrofengelände aufgrund der erhöhten Rutschgefahr besonders gefährlich, insbesondere im Abstieg. Hinzu kommt, dass im Schrofengelände die bestehende Sturzgefahr typischerweise unterschätzt wird.

## Namenskunde
Das Deutsche Wörterbuch gibt für das Wort eine oberdeutsche Herkunft an. Das Wort ist vermutlich Tiroler Herkunft, so finden sich über 40 Toponyme auf -schrofen/-schröfen in Tirol (Bestand der Österreichischen Karte), mehr als 10 in Vorarlberg, unter 10 in Bayern (amtliche Karte), einer im Land Salzburg. In Südtirol fehlt es (Bestand der amtlichen Karte), desgleichen im sonstigen Alpenraum. Während das Wort im Kerngebiet ausnahmslos Steilhänge, Felsabbrüche und einige Grate bezeichnet (Flurnamen), findet es sich auch als Namensteil von einigen Bergen in den Nördlichen Kalkalpen (z. B. Sorgschrofen).